# 阿瓦德·纳什里
阿瓦德·纳什里（阿拉伯语：‎，2002年3月15日—）是沙特阿拉伯的职业足球运动员，司职中场。现效力于沙特阿拉伯职业足球联赛的伊蒂哈德，也代表沙特阿拉伯国家足球队。

## 荣誉

### 俱乐部
伊蒂哈德
- 沙特阿拉伯职业足球联赛冠军：2022–23
- 沙特超级盃冠军：2022

### 国家队
沙特阿拉伯U–23
- 亞足聯U-23亞洲盃冠军：2022
- 西亚U–23足球锦标赛冠军：2022